# Piotr Aleksandriuk
Piotr Iljicz Aleksandriuk (ros. Пётр Ильич Александрюк, ur. 1904, zm. 1968) – radziecki polityk, działacz partyjny.

## Życiorys
Od 1927 należał do WKP(b). Od 1940 był III sekretarzem, od kwietnia 1943 do września 1944 II sekretarzem, a od września 1944 do sierpnia 1947 I sekretarzem Komitetu Obwodowego WKP(b) w Rostowie nad Donem. Następnie został przeniesiony do Riazania i od 1947 do 8 grudnia 1948 pełnił tam funkcję II sekretarza Komitetu Obwodowego, potem od 1948 do 1950 studiował w Wyższej Szkole Partyjnej przy KC WKP(b), po czym został instruktorem Wydziału Organów Partyjnych, Związkowych i Komsomolskich KC WKP(b). Następnie pracował w Zarządzie Centralnego Związku Spółdzielni Spożywców ZSRR m.in. jako zastępca przewodniczącego, rektor Wyższej Szkoły Spółdzielczej i dyrektor Wyższego Instytutu Pedagogicznego tego Związku. Był odznaczony Orderem „Znak Honoru”u (21 lutego 1939).